# TGV Thalys PBKA
TGV PBKA — высокоскоростной поезд, предназначенный для международных рейсов. Все поезда обслуживают маршрут Париж — Брюссель — Кёльн — Амстердам. Всего было построено 17 таких поездов. Максимальная скорость, которую может развить поезд составляет 300 км/ч.
Отличительной чертой поезда является его окраска, состоящая из красного и серого цветов.